# Maggy Yerna
Pour les articles homonymes, voir Yerna.
Maggy Yerna, née le 8 octobre 1953 à Liège est une femme politique belge wallonne, membre du PS.
Elle est licenciée et agrégée en sociologie (ULg); Elle est Échevine à la Ville de Liège depuis 2001 et a actuellement en charge le Logement, le Développement économique et territoriale ainsi que le personnel communal.

## Fonctions politiques
- 1989- : conseillère communale à Liège
  - 1989-1995 : présidente du C.P.A.S. de Liège
  - 2001- : Échevine à Liège
- 1999-2001 : députée fédérale
- Députée au Parlement wallon :
  - du 6 juin 1995 au 21 mai 1999
  - du 23 juin 2009 au 1er octobre 2013. Elle est remplacée le 9 octobre par Christie Morreale, alors première échevine à Esneux[2].